# Aurahi (Mahottari)
Pour les articles homonymes, voir Aurahi.
Aurahi (en népalais : औरही) est un comité de développement villageois du Népal situé dans le district de Mahottari. Au recensement de 2011, il comptait 8 575 habitants.